# Aleksandr Pavlovski
Aleksandr Anatólievich Pavlovski –en ruso, Александр Анатольевич Павловский– (14 de julio de 1936-7 de julio de 1977) fue un deportista soviético que compitió en esgrima, especialista en la modalidad de espada.
Participó en los Juegos Olímpicos de Roma 1960, obteniendo una medalla de bronce en la prueba por equipos. Ganó una medalla de bronce en el Campeonato Mundial de Esgrima de 1962.

## Palmarés internacional
| Juegos Olímpicos   | Juegos Olímpicos         | Juegos Olímpicos  | Juegos Olímpicos   |
| Año                | Lugar                    | Medalla           | Prueba             |
| ------------------ | ------------------------ | ----------------- | ------------------ |
| 1960               | Roma (Italia)            | Medalla de bronce | Espada por equipos |
| Campeonato Mundial |                          |                   |                    |
| Año                | Lugar                    | Medalla           | Prueba             |
| 1962               | Buenos Aires (Argentina) | Medalla de bronce | Espada por equipos |